# گمینا ونچتسا
گمینا ونچتسا (به لهستانی:  Gmina Łęczyca) یک گمینا در لهستان است که در شهرستان ونچتسا واقع شده‌است. گمینا ونچتسا ۱۵۰٫۸ کیلومتر مربع مساحت و ۸٬۵۴۹ نفر جمعیت دارد.